# Интеграл (компания)
«Интегра́л» (бел. «Інтэграл») — белорусский производитель интегральных схем и жидкокристаллических индикаторов; основано в 1962 году. Расположено в Минске, Республика Беларусь. Наиболее известно как производитель наручных электронных часов «Электроника 5».
Вместе с зеленоградскими предприятиями «Микрон» и «Ангстрем» (входившими в НПО «Научный центр») являлось основным производителем интегральных схем в СССР. С распадом СССР не прекратило своей деятельности и сумело сохранить производственную базу и кадры.

## Структура
Микроэлектроника
- НТЦ «Белмикросистемы»
- УП «Завод полупроводниковых приборов»
- УП «Завод Транзистор»
- УП «Завод Цветотрон» (Брест)

Электроника
- РУП «СКБ Немига»
- РУП «Завод Электроника»
- РУНИП «Специальное конструкторское бюро Запад»
- Филиал «Камертон» (Пинск)
- ОАО «Электромодуль»
- ДРУП «Интегралтехнис»
- ГП «Интеграл-КАРТ»
- РУП «Витебское ПКБ АСУ»
- УП «Статинфотех»

## Производственные мощности и техпроцессы
По состоянию на 2012 год:
- 200 мм пластины: 1 тысяча пластин в месяц по топологическим нормам 0,35 мкм
- 150 мм пластины: 10 тысяч пластин в месяц по топологическим нормам 0,35 мкм;
- 150 мм пластины: 29,5 тысяч пластин в месяц по топологическим нормам 1,5 мкм;
- 100 мм пластины: 15 тысяч пластин в месяц по топологическим нормам до 2 мкм

## Скандалы и санкции
В 2007—2010 годах предприятие выпускало жидкокристаллические мониторы под торговой маркой Integral. Продвижение марки для данного вида продукции было приостановлено после того, как обнаружилось, что в нескольких партиях за мониторы Integral выдавались мониторы Acer и Philips.
За поддержку и содействие вторжению России на Украину против «Интеграла» введены санкции со стороны США, Великобритании, Канады, Японии, Новой Зеландии и Украины.
Согласно материалам Беларусского расследовательского центра и OCCRP, «Интеграл» даже после введения санкций против Беларуси продолжает закупать западные комплектующие для производства микрочипов, которые затем используются в российских ракетах в Украине. Такие закупки осуществляются с помощью посредников в Польше, Турции, Кыргызстане и Китае.

## Награды
- Благодарность Президента Республики Беларусь (2 февраля 2024 года) — за значительный вклад в развитие микроэлектроники, укрепление промышленного потенциала страны[15].